# Fritz Marquardt
Fritz Marquardt (* 15. Juli 1928 in Groß Friedrich bei Kriescht; † 4. März 2014 in Pasewalk) war ein deutscher Regisseur und Schauspieler.

## Leben
Fritz Marquardt besuchte die Volksschule. 1945 wurde er in einem Arbeitslager in Sibirien interniert. Nach einem Lazarettaufenthalt und seiner Entlassung war er als Landarbeiter, Traktorist und Lagerarbeiter tätig, dann als Neubauer im Oderbruch. Von 1950 bis 1953 machte er sein Abitur an der Arbeiter-und-Bauern-Fakultät, anschließend studierte er von 1953 bis 1958 Philosophie und Ästhetik an der Humboldt-Universität zu Berlin. Bei Wolfgang Heise schrieb er seine Diplomarbeit über das Komische bei Hegel. Nach kurzer Assistententätigkeit an der Universität war er Redakteur einer Dorfzeitung, dann Kreissekretär für Jugendweihe in Seelow und Bauhilfsarbeiter im Erdölverarbeitungswerk Schwedt.
Von 1959 bis 1961 war Marquardt Redakteur der Zeitschrift Theater der Zeit. In diese Zeit fällt der Beginn seiner Freundschaft zu Heiner Müller. Seine Begeisterung für Müllers Stück Die Umsiedlerin oder das Leben auf dem Lande brachte Marquardt ein Parteiverfahren ein; das Stück war nach der Uraufführung am 30. September 1961 (unter der Regie von B. K. Tragelehn) in der DDR 15 Jahre lang verboten und konnte erst 1976, nun unter Marquardts Regie, wieder gezeigt werden.
Danach arbeitete Marquardt zunächst als Archivar an der Volksbühne in Berlin, dann als Chefdramaturg am Landestheater Parchim, wo er 1963 erstmals selbst inszenierte. Seine Inszenierung von Büchners Woyzeck sorgte in Parchim für seine Entlassung. 1965 schrieb er die Erzählung Dokument oder Widder im Dornbusch, die erst 1979 veröffentlicht wurde. In der zweiten Hälfte der 1960er Jahre wirkte er als Dozent für Szenenstudium an der Filmhochschule in Babelsberg. Seitdem war er auch sporadisch als Filmschauspieler zu sehen. Seine wichtigsten Auftritte hatte er in Filmen von Siegfried Kühn, darunter seine wohl einprägsamste Rolle, der durch die Elektrifizierung der Bahn überflüssig gewordene Schrankenwärter in Das zweite Leben des Friedrich Wilhelm Georg Platow (1973). Der Film stieß auf Ablehnung bei den DEFA-Gremien und bei Helmut Baierl, dem Autor der Vorlage, und konnte daraufhin in der DDR nur mit wenigen Kopien in kleinen Filmkunsttheatern gezeigt werden.
Schließlich wechselte Marquardt 1969 zurück zur Volksbühne, die sich damals unter der Intendanz von Karl Holàn und der künstlerischen Leitung von Benno Besson zum wichtigsten Theater der DDR entwickelte. Dort inszenierte Marquardt in einer „strengen poetischen Bildersprache“ vor allem Gegenwartsstücke; gelegentlich trat er auch als Schauspieler auf. Besonders einflussreich waren seine Inszenierung von Heiner Müllers Die Bauern (1976), der umgearbeiteten Fassung der seit 1961 verbotenen Umsiedlerin (die Umarbeitung bestand in der Änderung eines einzigen Satzes), und die Erstaufführung des seit dem XI. ZK-Plenum 1965 verbotenen Müller-Stücks Der Bau (1980) nach Erik Neutschs Roman Spur der Steine, bei der Marquardt und Intendant Fritz Rödel die unzensierte Textfassung durchsetzten.
1980 verließ Marquardt die Volksbühne und arbeitete bis 1985 im Ausland, vor allem bei Hans Croisets Publiekstheater in Amsterdam, aber auch in Mannheim, München und Bochum. 1985 holte ihn BE-Intendant und ZK-Mitglied Manfred Wekwerth zurück nach Ost-Berlin und ans Berliner Ensemble, wo er in jahrelangen Kämpfen die DDR-Erstaufführung von Heiner Müllers Germania Tod in Berlin (1989) durchsetzte; die Uraufführung hatte bereits 1978 in München stattgefunden.
Nach dem Rücktritt Wekwerths im Juli 1991 war Marquardt kurzzeitig Interimsintendant, dann ab August 1992 (eher unwillig) gemeinsam mit Matthias Langhoff, Peter Palitzsch, Peter Zadek und Heiner Müller (und aufgrund von Fluktuationen zeitweise auch Eva Mattes und Peter Sauerbaum) Mitglied des fünfköpfigen Direktoriums des BE. 1993 wurde das BE in eine GmbH mit den Intendanten als Gesellschaftern umgewandelt. Im Sommer 1995 trat Marquardt als Intendant zurück und beendete mit Ibsens Klein Eyolf auch seine Regietätigkeit. Seitdem lebte er auf seinem Bauernhof in der Uckermark und trat nur noch gelegentlich als Schauspieler auf, so 1997 in Stephan Suschkes BE-Inszenierung von Die Bauern und 2009 in Andreas Dresens Kinofilm Whisky mit Wodka.

## Theaterinszenierungen
An der Volksbühne:
- Valentin Katajew: Avantgarde (UA 27. September 1970)
- Heiner Müller: Weiberkomödie (UA 25. Juni 1971)
- Erich Köhler: Der Geist von Cranitz (UA 16. Juni 1972)
- Alexander Kopkow: Der goldene Elefant (UA 8. Dezember 1972), Regie mit Berndt Renne und Roland Bischoff
- Kurt Bartsch, mit Musik von Henry Krtschil: Der Bauch (UA 25. September 1974 als Teil von Spektakel 2. Zeitstücke)
- Molière, übersetzt von Kurt Bartsch: Der Menschenhasser (UA 27. September 1975)
- Heiner Müller: Die Bauern (= Die Umsiedlerin) (UA 30. Mai 1976)
- Heiner Müller: Der Bau (UA 3. September 1980)

Gastinszenierungen:
- Heinrich von Kleist: Penthesilea (1973, Rotterdam)
- Bertolt Brecht: Mijnheer Puntila en zijn knecht Matti (= Herr Puntila und sein Knecht Matti) (1981, Publiekstheater Amsterdam)
- Franz Xaver Kroetz: Nicht Fisch nicht Fleisch (UA 18. April 1982, Nationaltheater Mannheim)
- Bertolt Brecht: De weerstaanbare opkomst van Arturo Ui (= Der aufhaltsame Aufstieg des Arturo Ui) (1983, Publiekstheater Amsterdam)
- Gotthold Ephraim Lessing: Nathan der Weise (1984/85, Münchner Kammerspiele)
- Molière: De ingebeelde Zieke (= Der eingebildete Kranke) (UA 16. März 1985, Stadsschouwburg Amsterdam)
- Henrik Ibsen: Eyolf (= Klein Eyolf) (UA 21. November 1986, Schauspielhaus Bochum)

Am Berliner Ensemble:
- Heiner Müller: Germania Tod in Berlin (UA 9. Januar 1989)
- Georg Seidel: Villa Jugend (UA 19. Januar 1991)
- Ernst Barlach: Der arme Vetter (Februar 1992)
- Ödön von Horváth: Sladek oder die schwarze Armee (UA 9. März 1993)
- Seán O’Casey: Juno und der Pfau (Dezember 1993)
- Henrik Ibsen: Eyolf (= Klein Eyolf) (Wiederaufnahme 28. August 1995)

## Filmografie
- 1967: Das Mädchen auf dem Brett – Regie: Kurt Maetzig
- 1968: Spur des Falken – Regie: Gottfried Kolditz
- 1970: Der rote Reiter – Regie: Walter Beck
- 1971: Avantgarde (Theateraufzeichnung)
- 1971: Zeit der Störche – Regie: Siegfried Kühn
- 1971: Der Mann, der nach der Oma kam – Regie: Roland Oehme
- 1973: Das zweite Leben des Friedrich Wilhelm Georg Platow – Regie: Siegfried Kühn
- 1974: Polizeiruf 110: Das Inserat (TV) – Regie: Heinz Seibert
- 1977: Unterwegs nach Atlantis – Regie: Siegfried Kühn
- 1977: Tambari – Regie: Ulrich Weiß
- 1979: Stine (Fernsehfilm) – Regie: Thomas Langhoff
- 1979: Zünd an, es kommt die Feuerwehr – Regie: Rainer Simon
- 1979: Vetters fröhliche Fuhren (HFF) – Regie: Lothar Großmann
- 1979: Der Menschenhasser (Theateraufzeichnung)
- 1980: Don Juan – Karl-Liebknecht-Str. 78
- 1980: Alle meine Mädchen – Regie: Iris Gusner
- 1981: Schwarzes Gold (TV) – Regie: Hans Werner
- 1981: Der lange Ritt zur Schule – Regie: Rolf Losansky
- 1981: Romanze mit Amélie – Regie: Ulrich Thein
- 1982: Insel der Schwäne – Regie: Herrmann Zschoche
- 1982: Generalprobe (TV) – Regie: Christa Mühl
- 1982: Stella (Fernsehfilm) – Regie: Thomas Langhoff
- 1983: Martin Luther (TV) – Regie: Kurt Veth
- 1983: Märkische Chronik (TV) – Regie: Hubert Hoelzke
- 1984: Stilleben (HFF) – Regie: Helke Misselwitz
- 1987: Kindheit – Regie: Siegfried Kühn
- 1987: Wengler & Söhne. Eine Legende – Regie: Rainer Simon
- 1988: Der Passagier – Welcome to Germany – Regie: Thomas Brasch
- 1989: Ich, Thomas Müntzer, Sichel Gottes (TV) – Regie: Kurt Veth
- 1990: Abschiedsdisco – Regie: Rolf Losansky
- 1990: Heimsuchung (TV) – Regie: Edgar Kaufmann
- 2002: Uckermark – Regie: Volker Koepp
- 2003: Zur Zeit verstorben (Kurzfilm) – Regie: Thomas Wendrich
- 2009: Material – Regie: Thomas Heise
- 2009: Whisky mit Wodka – Regie: Andreas Dresen
- 2010: Henri 4 – Regie: Jo Baier

## Film
- Was ich am besten kann, ist Schweigen. Fritz Marquardt – Theatermacher. 2007, 84 Minuten. Film von Regine Kühn und Eduard Schreiber.[7]